# Karen Bass
Karen Ruth Bass (Los Angeles, 3 oktober 1953) is een Amerikaans politicus van de Democratische Partij. Van 2004 tot 2010 diende ze in het California State Assembly, waarvan ze de laatste twee jaar voorzitter was. Sinds 2011 zeteltde Bass in het Huis van Afgevaardigden. Ze was leider van de Congressional Black Caucus en werd genoemd als mogelijke running mate van Joe Biden in de presidentsverkiezingen van 2020.
Sinds 12 december 2022 is ze burgemeester van Los Angeles.

## Levensloop

### Jeugd
Karen Bass werd geboren in 1953 in een Afro-Amerikaans gezin in Los Angeles. Haar vader was postbode, haar moeder huisvrouw.
Op 14-jarige leeftijd maakte de burgerrechtenbeweging iets in haar los en ging ze campagnevoeren voor Democratisch presidentskandidaat Robert F. Kennedy. Op haar middelbare school kwam ze in aanraking met de ideeën van linkse denkers. In de jaren 70 was ze betrokken bij een organisatie die solidariteitsacties opzette met Cubanen en pleitte voor een andere Cuba-beleid in de VS.
Bass studeerde filosofie aan de San Diego State University, physician assistant en sociaal werk aan de USC Keck School of Medicine en gezondheidswetenschappen aan de California State University - Dominguez Hills.

### Gemeenschapswerk
In de jaren 80 werkte Bass als physician assistant en lesgever aan de USC, waar ze de gevolgen van de crackepidemie in South Los Angeles leerde kennen. Ze richtte de Community Coalition op, waarmee ze iets wilde doen aan de onderliggende problemen die zorgen voor verslaving, geweld, misdaad en armoede in South Los Angeles. De Community Coalition heeft de opening van nieuwe slijterijen tegengehouden en bijgedragen aan de oprichting van nieuwe kmo's, betaalbare huisvesting en lokale ngo's. De organisatie zorgde ook voor financiering voor arme leerlingen van het Los Angeles Unified School District. Bass ijverde bij beleidsmakers voor een andere aanpak van de drugsepidemie: niet zwaar bestraffen, maar het probleem behandelen als een gezondheidsvraagstuk.

### Politieke loopbaan

#### California State Assembly
Bass stelde zich in 2004 kandidaat voor het California State Assembly, het lagerhuis van Californië. Dat deed ze op aanraden van politici die ze met de jaren had leren kennen door haar gemeenschapswerk en belangenbehartiging. Ze raakte vlot verkozen. Bij haar verkiezing was ze de enige zwarte vrouw in het Californische parlement.
De speaker van het lagerhuis duidde Bass meteen aan als majority whip, een soort fractieleider. Tijdens haar eerste termijn richtte ze een werkgroep rond pleegzorg op, die verschillende wetten opstelde en die 82 miljoen dollar extra wist opzij te zetten voor kinderwelzijn. Bass was tevens ondervoorzitter van de Afro-Amerikaanse onder-fractie. In die rol liet ze een rapport opmaken over zwarten in Californië en organiseerde ze townhalls in heel Californië om de zwarte gemeenschap nauwer te betrekken bij het beleid. Het resultaat daarvan was een lijst van beleidsprioriteiten voor deze doelgroep.
In 2008 verliet de zittende speaker het assemblée en werd Bass door haar collega's gekozen als nieuwe speaker. Daarmee werd ze de eerste Afro-Amerikaanse vrouw die een van de Amerikaanse deelstaatparlementen voorzat. Haar wetgevend werk was vooral gericht op welzijnswerk voor kinderen. Ze ijverde onder andere ook voor administratieve vereenvoudiging voor kmo's, extra budget voor openbaar onderwijs en het afschaffen van de California Citizens Redistricting Commission.
Tijdens de kredietcrisis van 2008-2009 voerde ze onderhandelingen met gouverneur Arnold Schwarzenegger en de Republikeinen om de begroting op orde te zetten. De onderhandelaars bereikten een deal met extra belastingen (een vraag van de Democraten) én extra besparingen (een vraag van de Republikeinen).

#### Huis van Afgevaardigden
In 2010 kon Bass zich niet langer kandidaat stellen voor haar zitje in het Californische lagerhuis; een vertegenwoordiger kan er maximaal drie termijnen van twee jaar zetelen. Doordat partijgenote Diane Watson, tot dan volksvertegenwoordiger namens het 33e congresdistrict van Californië in het Huis van Afgevaardigden, op pensioen ging, kon Bass zich makkelijk kandidaat stellen voor die rol. Ze haalde meer dan 900.000 dollar op tijdens haar campagne. In november 2010 won ze de verkiezing met 86% van de stemmen. In 2012 stelde ze zich verkiesbaar in het 37e district, nadat de congresdistrict hertekend waren. In 2012, 2014, 2016 en 2018 raakte ze telkens verkozen met meer dan 80% van de stemmen.
Beleidsmatig is Bass begaan met jeugdwerk en pleegzorg, hervorming van het strafrecht, Afrikabeleid ... Ze steunt Black Lives Matter en pleit voor grondige en ambitieuze maatregelen tegen klimaatopwarming, zoals een Green New Deal. Ze is voorstander van Medicare for All.
In 2008 en 2012 steunde Bass Obama’s campagne, in 2016 die van Clinton, en in 2018 werd ze genoemd als mogelijke opvolger van Nancy Pelosi als speaker, maar Bass wees het aanbod af. Nog in 2018 werd Bass aangeduid als leider van de Congressional Black Caucus in het Amerikaans Congres.
Op 13 maart 2020 sprak Karen Bass haar steun uit voor presidentskandidaat Joe Biden in de Democratische voorverkiezingen van 2020, die op dat moment enkel nog Bernie Sanders als concurrent had. Eind juni berichtte de pers dat Karen Bass een mogelijke running mate was voor Biden. Voor het grote publiek was Bass een relatief nieuwe naam. Eind juli, begin augustus werd Bass genoemd als een van drie topkandidaten, naast Kamala Harris en Susan Rice. Twee controverses die kwamen bovendrijven waren haar goede banden met Cuba van jongs af aan en een toespraak in een Scientology-kerk uit 2010.
In 2021 maakte Bass bekend dat ze zich kandidaat stelde voor de burgemeestersverkiezingen van Los Angeles in 2022, die ze vervolgens won. Op 12 december 2022 nam ze het ambt op.